# 昆布盛駅
昆布盛駅（こんぶもりえき）は、北海道根室市昆布盛にある北海道旅客鉄道（JR北海道）根室本線（花咲線）の駅である。事務管理コードは▲110455。

## 歴史

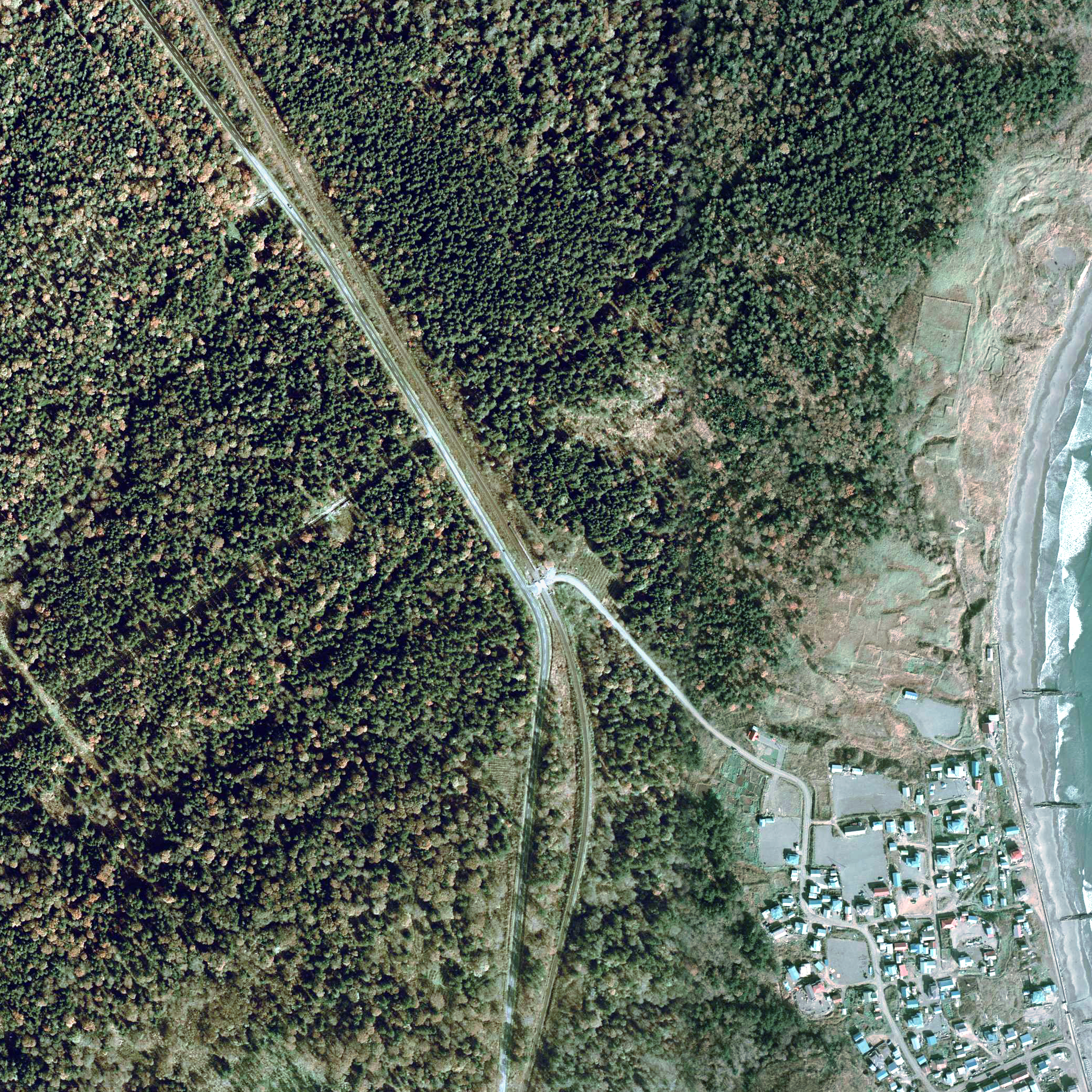
1978年の昆布盛駅と周囲約1km範囲。上が根室方面。仮乗降場スタイルの少し長めの簡易型ホームを持つ。低木ながら鬱蒼とした森の中にポツンと設置されている。右下が昆布盛漁港。

- 1961年（昭和36年）2月1日：日本国有鉄道の駅として開業[1]。駅員無配置で旅客のみ取扱い[4]。
- 1987年（昭和62年）4月1日：国鉄分割民営化により、北海道旅客鉄道（JR北海道）の駅となる[1]。
- 2025年（令和7年）3月15日：ダイヤ改正に際し普通列車が削減され、当駅通過の普通列車が消滅（従来は上り1本が通過）[5]。また日本最東端の駅であった東根室駅が廃止されたため、無人駅としては当駅が日本最東端となる[5]。

### 駅名の由来
所在地名より。アイヌ語の「コㇺプモイ（kompu-moy）」（昆布・湾）に由来する。

## 駅構造
根室方に向かって右側に単式ホーム1面1線を有する地上駅。駅舎はなく、屋根を持つ小さな待合所が設置されている。根室駅管理の無人駅。

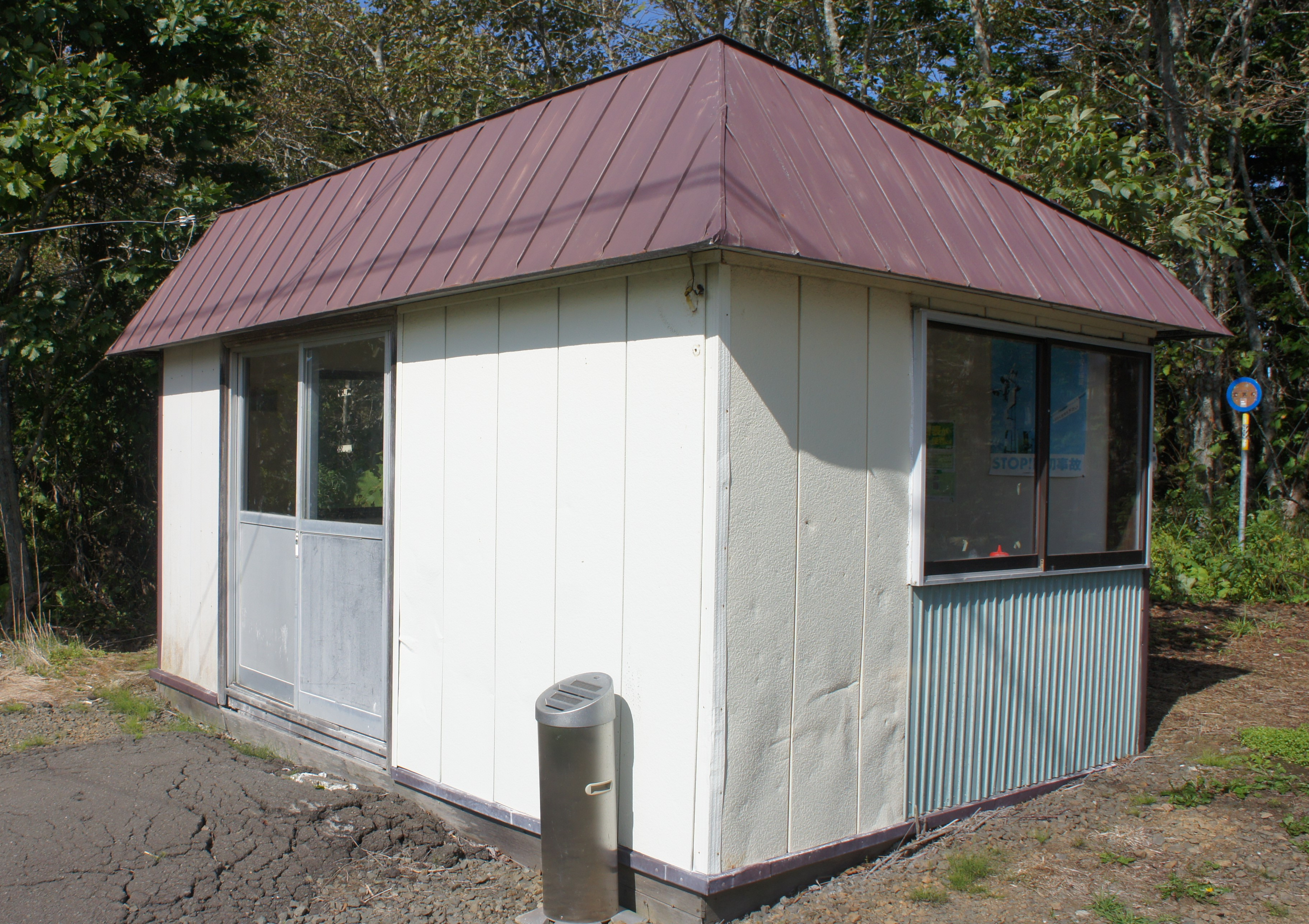
待合室外観（2018年9月）
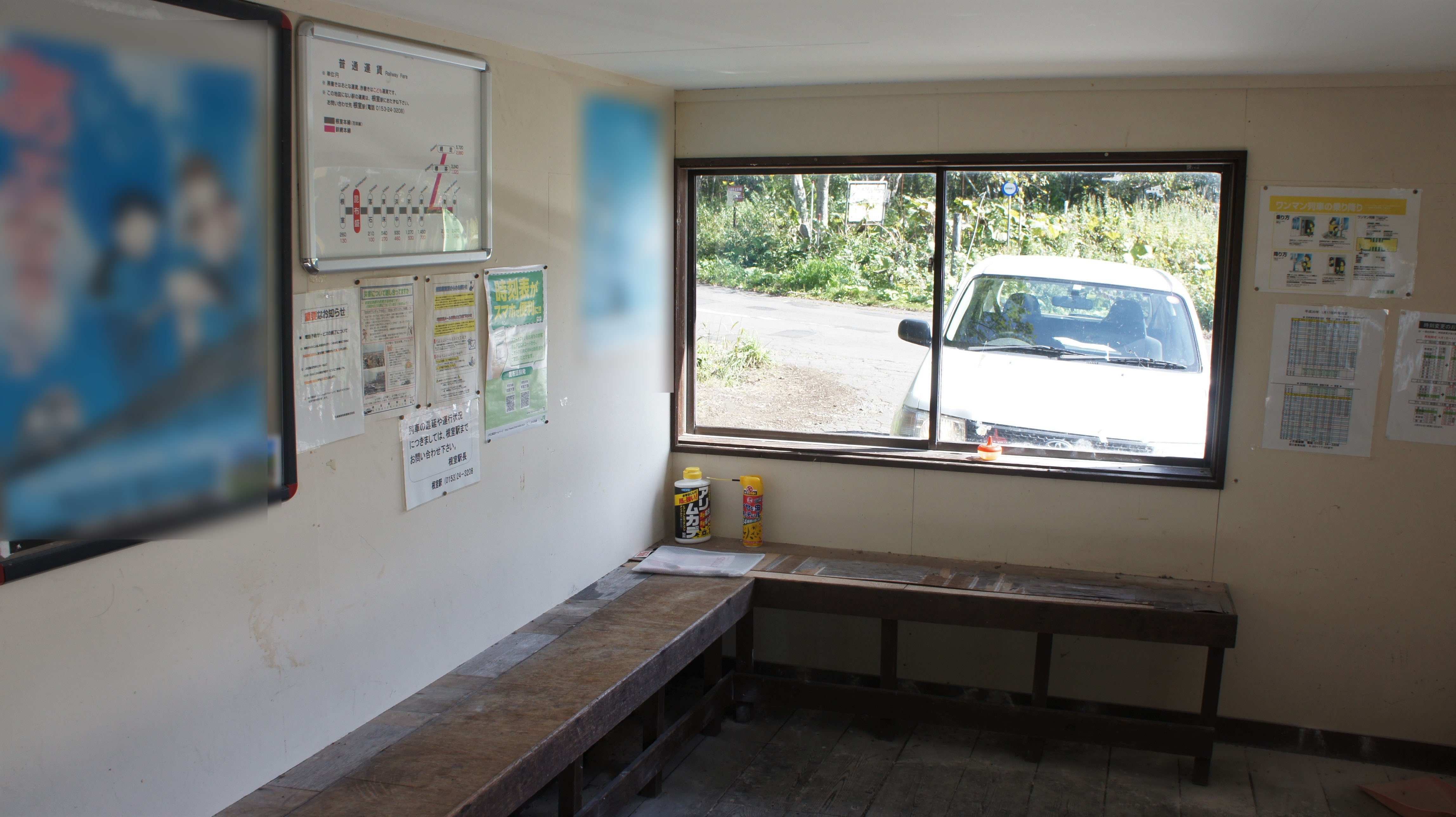
待合室内観（2018年9月）

## 利用状況
乗車人員の推移は以下のとおり。年間の値のみ判明している年については、当該年度の日数で除した値を括弧書きで1日平均欄に示す。乗降人員のみが判明している場合は、1/2した値を括弧書きで記した。
また、「JR調査」については、当該の年度を最終年とする過去5年間の各調査日における平均である。
| 年度               | 乗車人員（人） | 乗車人員（人） | 乗車人員（人） | 出典       | 備考                |
| 年度               | 年間           | 1日平均        | JR調査         | 出典       | 備考                |
| ------------------ | -------------- | -------------- | -------------- | ---------- | ------------------- |
| 1978年（昭和53年） |                | 23             |                | [ 7 ]      |                     |
| 1992年（平成04年） |                | (20.0)         |                | [ 2 ]      | 1日平均乗降客数40人 |
| 2015年（平成27年） |                |                | 「10名以下」   | [ JR北 1 ] |                     |
| 2016年（平成28年） |                |                | 7.6            | [ JR北 2 ] |                     |
| 2017年（平成29年） |                |                | 7.2            | [ JR北 3 ] |                     |
| 2018年（平成30年） |                |                | 5.8            | [ JR北 4 ] |                     |
| 2019年（令和元年） |                |                | 4.8            | [ JR北 5 ] |                     |
| 2020年（令和02年） |                |                | 4.0            | [ JR北 6 ] |                     |
| 2021年（令和03年） |                |                | 4.0            | [ JR北 7 ] |                     |
| 2022年（令和04年） |                |                | 3.0            | [ JR北 8 ] |                     |

## 駅周辺
- 北海道道142号根室浜中釧路線
- ユルリ島
- モユルリ島
- 温根沼
- 根室市立昆布盛小学校
- CEF昆布盛ウィンドファーム

## 隣の駅
北海道旅客鉄道（JR北海道）
根室本線（花咲線）

落石駅 - 昆布盛駅 - *西和田駅 - 根室駅
*:一部の下り列車は西和田駅を通過する。

### JR北海道
1. ↑  “極端にご利用の少ない駅（3月26日現在）” (PDF). 平成28年度事業運営の最重点事項.   北海道旅客鉄道. p. 6 (2016年3月28日). 2017年9月25日閲覧。
2. ↑  「根室線（釧路・根室間）」（PDF）『線区データ（当社単独では維持することが困難な線区）』、北海道旅客鉄道、2017年12月8日。オリジナルの2017年12月9日時点におけるアーカイブ。2017年12月10日閲覧。
3. ↑  「根室線（釧路・根室間）」（PDF）『線区データ（当社単独では維持することが困難な線区）(地域交通を持続的に維持するために)』、北海道旅客鉄道株式会社、3頁、2018年7月2日。オリジナルの2018年8月19日時点におけるアーカイブ。2018年8月19日閲覧。
4. ↑  “根室線（釧路・根室間）” (PDF). 線区データ（当社単独では維持することが困難な線区）(地域交通を持続的に維持するために).   北海道旅客鉄道. p. 3 (2019年10月18日). 2019年10月18日時点のオリジナルよりアーカイブ。2019年10月18日閲覧。
5. ↑  “根室線（釧路・根室間）” (PDF). 地域交通を持続的に維持するために > 輸送密度200人以上2,000人未満の線区（「黄色」8線区）.   北海道旅客鉄道. p. 3 (2020年10月30日). 2020年11月2日時点のオリジナルよりアーカイブ。2020年11月2日閲覧。
6. ↑  “駅別乗車人員  特定日調査（平日）に基づく”.   北海道旅客鉄道. 2022年8月3日時点のオリジナルよりアーカイブ。2022年8月14日閲覧。
7. ↑  “駅別乗車人員  特定日調査（平日）に基づく”.   北海道旅客鉄道. 2022年9月3日時点のオリジナルよりアーカイブ。2022年9月3日閲覧。
8. ↑  “駅別乗車人員  特定日調査（平日）に基づく”.   北海道旅客鉄道. 2023年11月10日時点のオリジナルよりアーカイブ。2023年11月10日閲覧。